# Kokia
Kokia, pseudonimo di Akiko Yoshida (吉田 亜紀子?, Yoshida Akiko; Tokyo, 22 luglio 1976), è una cantante giapponese.
È in attività dal 1998 e ha all'attivo 12 album e diversi singoli.
È famosa per le canzoni Arigatō... e Tatta hitotsu no omoi, opening theme della seconda serie dell'anime Gunslinger Girl.